# Osmia lobata
Osmia lobata là một loài Hymenoptera trong họ Megachilidae. Loài này được Friese mô tả khoa học năm 1899.